# Списак наруџбина и испорука Ербаса A380
До сада је 19 авио-компанија наручило Ербас А380-800. Укупно је поручено 317 примерка модела. Све наруџбине су наруџбине путничке верзије, А380-800. Првобитно је било поручено 27 теретњака, А380-800Ф, али су њих 20 отказане, а 7 пребачене на А380-800, због одлагања развоја и испорука теретне верзије. До сада је достављено 176 Ербаса А380. Ове авио-компаније имају А380 у својој флоти: Емирејтс (70), Сингапур ерлајнс (19), Квантас (12), Луфтханза (14), Ер Франс (10), Коријан ер (10), Бритиш ервејз (10), Малејша ерлајнс (6), Тај ервејз интернашонал (6), Чајна садерн ерлајнс (5), Азијана ерлајнс (4), Катар ервејз (6) и Етихад ервејз (5).